# Sigma Sagittarii
Désignations
Sigma Sagittarii (σ Sgr / σ Sagittarii), également nommée Nunki, est la seconde étoile la plus brillante de la constellation du Sagittaire.

## Nomenclature
Nunki est le nom propre de Sigma Sagittarii / σ Sgr aujourd’hui approuvé par l’Union astronomique internationale (UAI). C’est le nom sumérien NUN.ki, introduit à partir des premiers textes publiés sur l’astronomie mésopotamienne par Richard Allen (1899), qui transcrit Nunki. Ce dernier fait référence à Robert Brown, qui, en suivant les premiers déchiffreurs de tables cunéiformes, affecte ce nom au groupe ζσπ Sgr. Mais depuis, l’eau a coulé sous les ponts de l’Euphrate. En fait, pour les auteurs les plus récents, mul.NUN.ki, littéralement « l’étoile de la cité d’Éridu », est un des noms de l’étoile emblématique du mois 6e mois, celui d’ulūlu (août-septembre) sur le chemin d’Ea dans les tables astronomiques « Douze fois Trois », datées à partir de la fin du 2e millénaire av. è. c. Or cette étoile y est souvent remplacée par  BIR = kalitu(m), « le Rein », affectée à λ Vel, ce qui est notamment confirmé par la Table dite « des cordons », datée sur une période allant du VIIe au Ve siècle av. è. c., où ce nom est celui d’une figure qui comprend les étoiles γ et λ Vel.
Alsadira Secunda est le second nom propre de Sigma Sagittarii / σ Sgr. C’est l’arabe الصادرة al-Ṣādira, qui correspond au groupe φςζτ Sgr, en classant les étoiles dans l’ordre normal des ascensions droites. Pour le comprendre, il faut voir que l’espace gréco-arabe de Sagittarius est occupé, dans le ciel arabe traditionnel, par une grande scène animalière nommée النعايم al-Naᶜā’im, « les Autruches », qui correspond à la XXe des manāzil al-qamar ou « stations lunaires », appellation qui concerne deux groupes. L'un est الواردة النعايم al-Naᶜā’im al-Wārida, « les Autruches qui descendent [boire] » au Fleuve, en arabe النهر al-Nahar, qui est un des noms de la Voie lactée, tandis que l'autre est النعايم الصادرة al-Naᶜā’im al-Ṣādira, « les Autruches qui reviennent [de boire] ». Ces deux groupes sont articulés de part et d’autre de راحي النعايم Rāᶜī al-Naᶜā’im, « le Berger des Autruches ». Voir l’image intitulée « النعايم  al-Naᶜā’im, la figure arabe des Autruches près de la Voie lactée » dans la page consacrée à la constellation du Sagittaire. Les étoiles de ce groupe sont individualisées pour tout ou partie dans des catalogues tardifs, ainsi dans le traité de al-Tīzīnī (1533). 
Le nom Alsadira secunda se rencontre chez Ahmed Benhamouda (1950), obtenu à partir de l'ordre d'apparition des étoiles dans le  Ğāmiᶜ al-Mabādī wa-l-Ġāyāt fī ᶜilm al-mīqāt ou Collection des principes et des objectifs dans la science de la mesure du temps d’Abū ᶜAlī al-Ḥasan a-Marrākušī (1282), édité par Jean-Jacques Emmanuel Sédillot, ce qui est confirmé chez Louis Amélie Sédillot. Mais le nom est diffusé dans les catalogues modernes à partir de la transcription Thanih al Sadirah |i.e.] secunda τῶν al Sadirah donnée par la présentation du traité de l'Égyptien Muḥammad al-Aḫsāsī al-Muwaqqit, Durrāt al-muḍiyya fī l-ᶜamal al-šamsiyya ou Perles de brillance de l’activité solaire par Edward Ball Knobel.

## Propriétés
Elle a une magnitude apparente de +2,1 et appartient au type spectral B3. Sa luminosité totale est de 3300 fois celle du Soleil pour à peu près 7 fois sa masse et 5 fois son rayon. Sa température de surface est d'environ 20 000 kelvins. Nunki a un compagnon d'une magnitude apparente de +9,95, Sigma Sagitarii B, situé à 5,2 minutes d'arc. Il s'agit d'un compagnon purement optique. Il n'est pas impossible qu'il existe un autre compagnon plus proche.
Nunki, par sa position proche de l'écliptique, peut être occultée par la Lune ou par une planète. Sa dernière occultation a eu lieu, par Vénus, le 17 novembre 1981. Mars ne le fait cependant qu'extrêmement rarement, la dernière fois le 3 septembre 453.